# 情報ステーションi455
『情報ステーションi455』（じょうほうステーションアイよんごうご）とは、2001年春から2002年11月まで秋田テレビ（AKT）で平日16:55 - 17:55に放送されていたローカル情報番組。『テレビア〜ンi455』の終了後にスタートした。
17時台に東京・フジテレビからのニュースを放送した後、地元秋田の情報を届けるべくその日の夕刊を取り上げたり、料理コーナーを実施したりしていたが、この番組を最後に秋田テレビ夕方のローカル情報番組は終了。以後はフジテレビの『FNNスーパーニュース』を17時台から放送することになる。

## 出演者
- 石塚真人（当時秋田テレビアナウンサー、現・秋田テレビ代表取締役社長）
- 武田哲哉（秋田テレビアナウンサー）
- 谷桐子（秋田テレビアナウンサー）

## 放送時間
月曜 - 金曜 16:55 - 17:55 (JST)

## テーマ曲
- 白いカイト（My Little Lover）

## 東京とのすれ違い
17時台になると、東京からのニュースコーナー（『FNNスーパーニュース』を逆内包）を放送した後に秋田のスタジオからの映像に切り替えていたが、時折ニュースの終わり間際に木佐彩子がCM前で時間が無いなどの理由で「このあとは○○（次項目のニュースなど）です」と慌てて言うことがあり、秋田の映像に戻るとキャスターの石塚真人が「残念ながらそのコーナーはやりませんが…」と少々焦り気味に訂正することがあった。
また、東京ディズニーシーが出来た頃に西山喜久恵が冒頭で「5時40分頃からディズニーシーの情報をお届けします」と言ったことがあり、その際にも秋田の映像に戻ってから石塚が番組へのコメントをしたあと、「先ほど5時40分頃からディズニーシーの情報をお届けするということがありましたが、ごめんなさい。秋田では放送しません」とコメントした。
原因は『FNNスーパーニュース』（第一部）をそのまま流していたことによるもので、以後は東京からのニュースを届けた後、同じような状況になってもいったんCMを挿んでから放送するようになった。また、このような事態が起こったことから、秋田テレビは本番組の終了後に『FNNスーパーニュース』17時台をフルネットするようになった。
| 秋田テレビ（AKT） 夕方ワイド番組 | 秋田テレビ（AKT） 夕方ワイド番組        | 秋田テレビ（AKT） 夕方ワイド番組 |
| 前番組                           | 番組名                                  | 次番組                           |
| -------------------------------- | --------------------------------------- | -------------------------------- |
| 井戸端チャンネル                 | テレビア〜ンi455 ↓ 情報ステーションi455 | 午後は気ままに金曜日             |